# Hóquei no gelo nos Jogos Olímpicos de Inverno de 2018
Os torneios de hóquei no gelo nos Jogos Olímpicos de Inverno de 2018 foram realizados em duas arenas na subsede de Gangneung, sendo o Centro de Hóquei Gangneung, com capacidade para 10 000 pessoas, e o Centro de Hóquei Kwandong, com capacidade para 6 000, ambas inauguradas no começo de 2017. Os rinques têm dimensões no padrão da Federação Internacional de Hóquei no Gelo, de 60 m x 30 m.
Doze equipes disputaram o torneio masculino, que começa em 13 e termina em 25 de fevereiro. No feminino, oito equipes disputaram a competição entre 10 a 22 de fevereiro.

## Calendário
| Fevereiro      | 8 | 9 | 10 | 11 | 12 | 13 | 14 | 15 | 16 | 17 | 18 | 19 | 20 | 21 | 22 | 23 | 24 | 25 |
| -------------- | - | - | -- | -- | -- | -- | -- | -- | -- | -- | -- | -- | -- | -- | -- | -- | -- | -- |
| Hóquei no gelo |   |   |    |    |    |    |    |    |    |    |    |    |    |    | 1  |    |    | 1  |

|  | Dia de competição |  | Dia de final |

## Programação
A seguir está a programação da competição para os dois eventos da modalidade.
Horário local (UTC+9).
| Data            | Horário           | Evento                                   |
| --------------- | ----------------- | ---------------------------------------- |
| 10 de fevereiro | 16:40 21:10       | Torneio feminino – preliminares grupo B  |
| 11 de fevereiro | 16:40 21:10       | Torneio feminino – preliminares grupo A  |
| 12 de fevereiro | 16:40 21:10       | Torneio feminino – preliminares grupo B  |
| 13 de fevereiro | 16:40 21:10       | Torneio feminino – preliminares grupo A  |
| 14 de fevereiro | 12:10 16:40       | Torneio feminino – preliminares grupo B  |
| 14 de fevereiro | 21:10             | Torneio masculino – preliminares grupo B |
| 15 de fevereiro | 12:10 16:40       | Torneio feminino – preliminares grupo A  |
| 15 de fevereiro | 12:10 16:40       | Torneio masculino – preliminares grupo C |
| 15 de fevereiro | 21:10             | Torneio masculino – preliminares grupo A |
| 16 de fevereiro | 12:10 16:40       | Torneio masculino – preliminares grupo B |
| 16 de fevereiro | 21:10             | Torneio masculino – preliminares grupo C |
| 17 de fevereiro | 12:10 16:40       | Torneio feminino – quartas               |
| 17 de fevereiro | 12:10 16:40       | Torneio masculino – preliminares grupo A |
| 17 de fevereiro | 21:10             | Torneio masculino – preliminares grupo B |
| 18 de fevereiro | 12:10 16:40       | Torneio feminino – classificação 5º–8º   |
| 18 de fevereiro | 12:10 21:10       | Torneio masculino – preliminares grupo C |
| 18 de fevereiro | 16:40 21:10       | Torneio masculino – preliminares grupo A |
| 19 de fevereiro | 13:10 21:10       | Torneio feminino – semifinais            |
| 20 de fevereiro | 12:10             | Torneio feminino – disputa pelo 7º       |
| 20 de fevereiro | 12:10 16:40 21:10 | Torneio masculino – play-offs            |
| 20 de fevereiro | 16:40             | Torneio feminino – disputa pelo 5º       |
| 21 de fevereiro | 12:10 16:40 21:10 | Torneio masculino – quartas              |
| 21 de fevereiro | 16:40             | Torneio feminino – disputa do bronze     |
| 22 de fevereiro | 13:10             | Torneio feminino – final                 |
| 23 de fevereiro | 16:40 21:10       | Torneio masculino – semifinais           |
| 24 de fevereiro | 21:10             | Torneio masculino – disputa do bronze    |
| 25 de fevereiro | 13:10             | Torneio masculino – final                |

## Formato de disputa
O torneio masculino tem a presença de doze países, oito classificados via ranking da Federação Internacional de Hóquei no Gelo (IIHF), três definidos pelos torneios de qualificação mundial da IIHF, além da vaga reservada para a Coreia do Sul como país-sede. O formato é o mesmo de 2010 e 2014, com três grupos de quatro equipes. O vencedor de cada grupo e o melhor segundo colocado entram direto nas quartas de final, enquanto as outras oito equipes brigam pelas outras quatro vagas restantes. A partir daí, semifinais, finais e a disputa do bronze para os perdedores da semifinal. 
Já no torneio feminino foram oito vagas disponíveis, sendo cinco para as primeiras colocadas do ranking mundial, uma para a Coreia do Sul, na posição de país organizador e duas através de torneios de qualificação mundial. O formato foi o mesmo de 2014, com as melhores equipes ranqueadas no grupo A e as piores ranqueadas no Grupo B. As duas piores seleções do Grupo A e as duas melhores do Grupo B disputaram as quartas de final, na qual as vencedoras encararam as duas líderes do grupo A nas semifinais.

## Qualificação
No masculino, a qualificação direta para os Jogos Olímpicos foi determinada pelo ranking da IIHF após o Campeonato Mundial de 2015. As oito melhores equipes no ranking se classificaram automaticamente, além de uma vaga que já estava reservada para a Coreia do Sul, enquanto outros doze times disputaram três vagas através de torneios de qualificação. Em abril de 2014, o presidente da IIHF, René Fasel, havia indicado que para ter direito a vaga direta, a Coreia do Sul deveria estar pelo menos na 18ª colocação no ranking. Isso ocorreu em 2017, quando o time sul-coreano subiu para a divisão principal do Campeonato Mundial de Hóquei no Gelo, entretanto em setembro do mesmo ano a federação mudou o sistema de classificação para os Jogos Olímpicos e retirou a exigência, passando a dar uma vaga direta ao país sede independente da posição no ranking.
A qualificação para o torneio feminino foi determinada pelo ranking da IIHF após o Mundial Feminino de 2016. As cinco melhores equipes ranqueadas se juntam à Coreia do Sul, garantida como país sede. Outras oito equipes disputaram as duas vagas restantes por meio de dois torneios mundiais qualificatórios.
Masculino
| Método de classificação | Vagas | Classificados |
| ----------------------- | ----- | --- |
| País sede               | 1     | KOR Coreia do Sul |
| Ranking da IIHF         | 8     | SWE Suécia FIN Finlândia CAN Canadá OAR Atletas Olímpicos da Rússia USA Estados Unidos CZE República Checa SUI Suíça SVK Eslováquia |
| Qualificatória olímpica | 1     | SLO Eslovênia |
| Qualificatória olímpica | 1     | GER Alemanha |
| Qualificatória olímpica | 1     | NOR Noruega |
| Total                   | 12    | |

Feminino
| Método de classificação | Vagas | Classificados                                                                          |
| ----------------------- | ----- | -------------------------------------------------------------------------------------- |
| País sede               | 1     | KOR Coreia do Sul                                                                      |
| Ranking da IIHF         | 5     | USA Estados Unidos CAN Canadá FIN Finlândia OAR Atletas Olímpicos da Rússia SWE Suécia |
| Qualificatória olímpica | 1     | SUI Suíça                                                                              |
| Qualificatória olímpica | 1     | JPN Japão                                                                              |
| Total                   | 8     |                                                                                        |

## Boicote da NHL
Em 3 de abril de 2017, a National Hockey League (NHL) anunciou que não autorizaria a participação de seus atletas nos Jogos Olímpicos de Inverno de 2018. Embora fosse "aberta a ouvir de qualquer outra parte que pudesse ter interesse na questão", a Associação de Jogadores da Liga confirmou que "não tem interesse ou intenção de se envolver em qualquer discussão que possa tornar a participação olímpica mais atraente para os clubes" e que não agendaria uma pausa para as Olimpíadas na temporada 2017–18. A principal desavença entre a NHL, a IIHF e o Comitê Olímpico Internacional era relacionado a quem pagaria o seguro da participação dos jogadores. O COI concordou em assegurar os jogadores para as Olimpíadas de 2014 com um custo de 14 milhões de dólares, mas não estaria disposto a pagar novamente em 2018. O COI pareceu preocupado que, se continuasse a cobrir os custos dos jogadores da NHL, outros órgãos profissionais também exigissem tratamento similar. O comissário da NHL, Gary Bettman, observou que a liga profissional dos Estados Unidos nunca se beneficiou da presença de seus jogadores nas Olimpíadas, acrescentando que, "de fato, os jogos são cancelados por duas semanas, isso porque o COI nunca autorizou a nossa promoção do evento".

## Time unificado da Coreia
Em 18 de janeiro de 2018, foi anunciado um acordo especial entre o COI e a IIHF onde 12 jogadoras norte-coreanas se juntaram a outras 23 jogadoras sul-coreanas, formado um time unificado entre os dois países para disputa do torneio feminino. Com isso houve uma autorização especial para que as jogadoras adicionais possam participar do torneio. A seleção foi  feita por Sarah Murray, técnica da seleção da Coreia do Sul. Dentre as 12 jogadoras norte-coreanas, Murray obrigatoriamente deveria escalar três, devendo totalizar 22 jogadoras relacionadas como prevê o regulamento da competição.

## Medalhistas
| Evento             | Ouro | Prata | Bronze |
| ------------------ | --- | --- | --- |
| Masculino detalhes | Artyom Zub Vladislav Gavrikov Ivan Telegin Sergei Mozyakin Sergei Andronov Pavel Datsyuk Sergey Kalinin Mikhail Grigorenko Vyacheslav Voynov Andrei Zubarev Ilya Kablukov Igor Shestyorkin Ilya Sorokin Egor Yakovlev Sergei Shirokov Alexey Marchenko Bogdan Kiselevich Ilya Kovalchuk Nikolai Prokhorkin Kirill Kaprizov Vasily Koshechkin Vadim Shipachyov Nikita Nesterov Alexander Barabanov Nikita Gusev OAR Atletas Olímpicos da Rússia | Daryl Boyle Christian Ehrhoff Brooks Macek Marcus Kink Matthias Plachta Frank Mauer Danny aus den Birken Yannic Seidenberg Patrick Reimer Björn Krupp Jonas Müller Yasin Ehliz Gerrit Fauser Dennis Endras Frank Hördler Patrick Hager Timo Pielmeier Felix Schütz Marcel Goc Dominik Kahun Sinan Akdag Leonhard Pföderl David Wolf Moritz Müller Marcel Noebels GER Alemanha    | Karl Stollery Chris Lee Chay Genoway Gilbert Brulé Wojtek Wolski Derek Roy Chris Kelly Rob Klinkhammer Brandon Kozun Quinton Howden René Bourque Marc-André Gragnani Andrew Ebbett Mason Raymond Eric O'Dell Stefan Elliott Cody Goloubef Ben Scrivens Kevin Poulin Justin Peters Mat Robinson Maxim Lapierre Maxim Noreau Linden Vey Christian Thomas CAN Canadá |
| Feminino detalhes  | Lee Stecklein Cayla Barnes Megan Keller Kali Flanagan Monique Lamoureux-Morando Emily Pfalzer Meghan Duggan Haley Skarupa Kelly Pannek Brianna Decker Jocelyne Lamoureux-Davidson Gigi Marvin Hannah Brandt Hilary Knight Kacey Bellamy Sidney Morin Dani Cameranesi Kendall Coyne Amanda Kessel Nicole Hensley Alex Rigsby Maddie Rooney Amanda Pelkey USA Estados Unidos                                                                     | Shannon Szabados Meghan Agosta Jocelyne Larocque Brigette Lacquette Lauriane Rougeau Rebecca Johnston Laura Stacey Laura Fortino Jenn Wakefield Jillian Saulnier Meaghan Mikkelson Renata Fast Mélodie Daoust Bailey Bram Brianne Jenner Sarah Nurse Haley Irwin Natalie Spooner Emily Clark Marie-Philip Poulin Geneviève Lacasse Ann-Renée Desbiens Blayre Turnbull CAN Canadá | Eveliina Suonpää Meeri Räisänen Noora Räty Isa Rahunen Rosa Lindstedt Jenni Hiirikoski Mira Jalosuo Ella Viitasuo Minnamari Tuominen Ronja Savolainen Venla Hovi Linda Välimäki Annina Rajahuhta Riikka Välilä Petra Nieminen Emma Nuutinen Sanni Hakala Noora Tulus Sara Säkkinen Saila Saari Michelle Karvinen Tanja Niskanen Susanna Tapani FIN Finlândia      |

## Quadro de medalhas
| Ordem | País                            | Medalha de ouro | Medalha de prata | Medalha de bronze |   | Ordem por total |
| ----- | ------------------------------- | --------------- | ---------------- | ----------------- | - | --------------- |
| 1     | OAR Atletas Olímpicos da Rússia | 1               |                  |                   | 1 | 2               |
|       | USA Estados Unidos              | 1               |                  |                   | 1 | 2               |
| 3     | CAN Canadá                      |                 | 1                | 1                 | 2 | 1               |
| 4     | GER Alemanha                    |                 | 1                |                   | 1 | 2               |
| 5     | FIN Finlândia                   |                 |                  | 1                 | 1 | 2               |
| TOTAL | TOTAL                           | 2               | 2                | 2                 | 6 | —               |